# إبيتاليون (إليا)
إبيتاليون (Επιτάλιον) هي مدينة في إليا في مقاطعة كينتريكي إلادا في اليونان. يبلغ عدد سكانها حوالي 1738   نسمة.
هي إحدى بلديات الميناء في الجزء الغربي من ولاية ايلس واليونان. ومقر المؤتمر من الإدارة في بلدة Epitalio